# جرغان
جرغان (به لاتین: Jarghan) یک منطقهٔ مسکونی در افغانستان است که در کوهستانات واقع شده‌است.